# 科阿莫

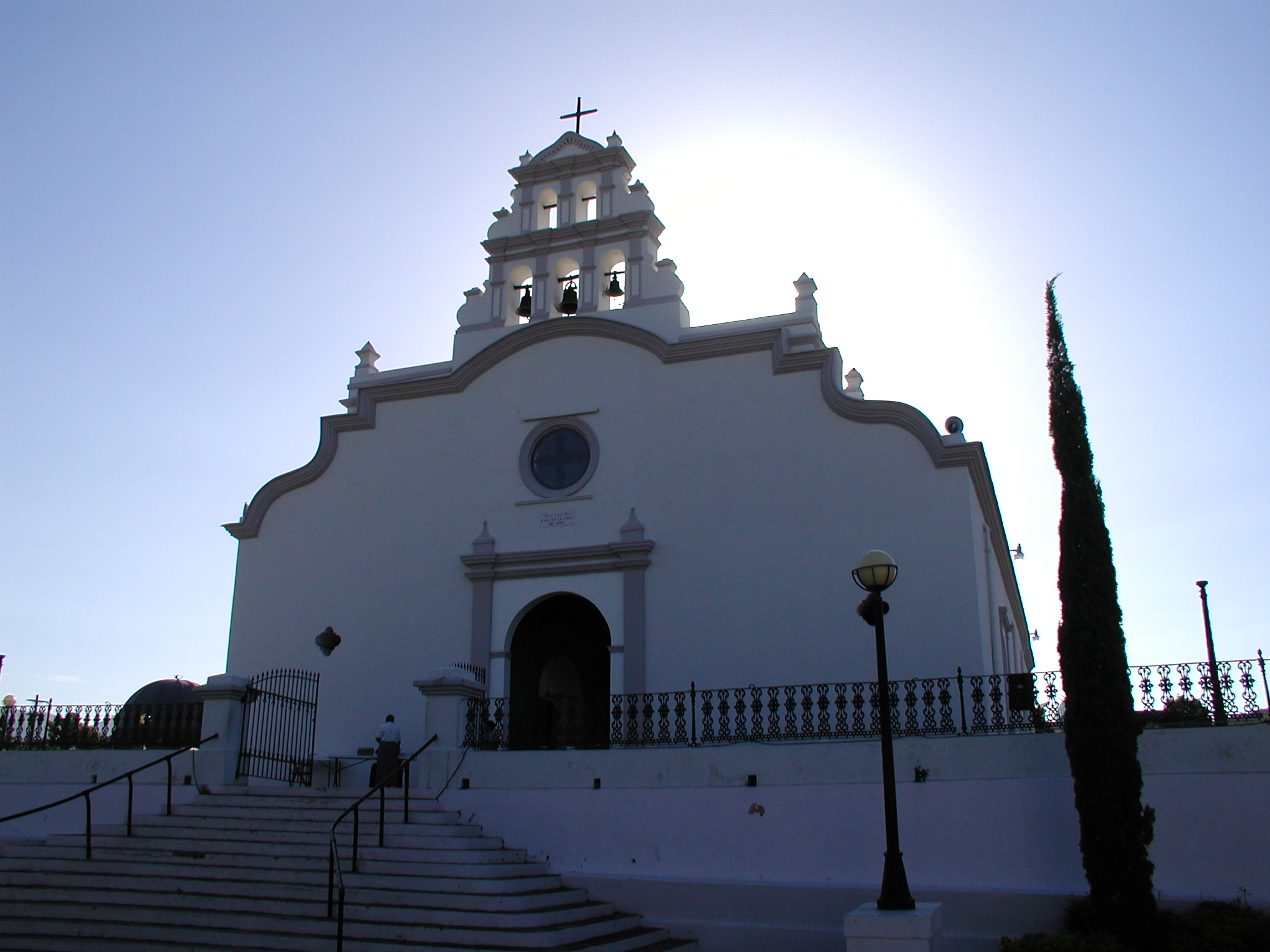

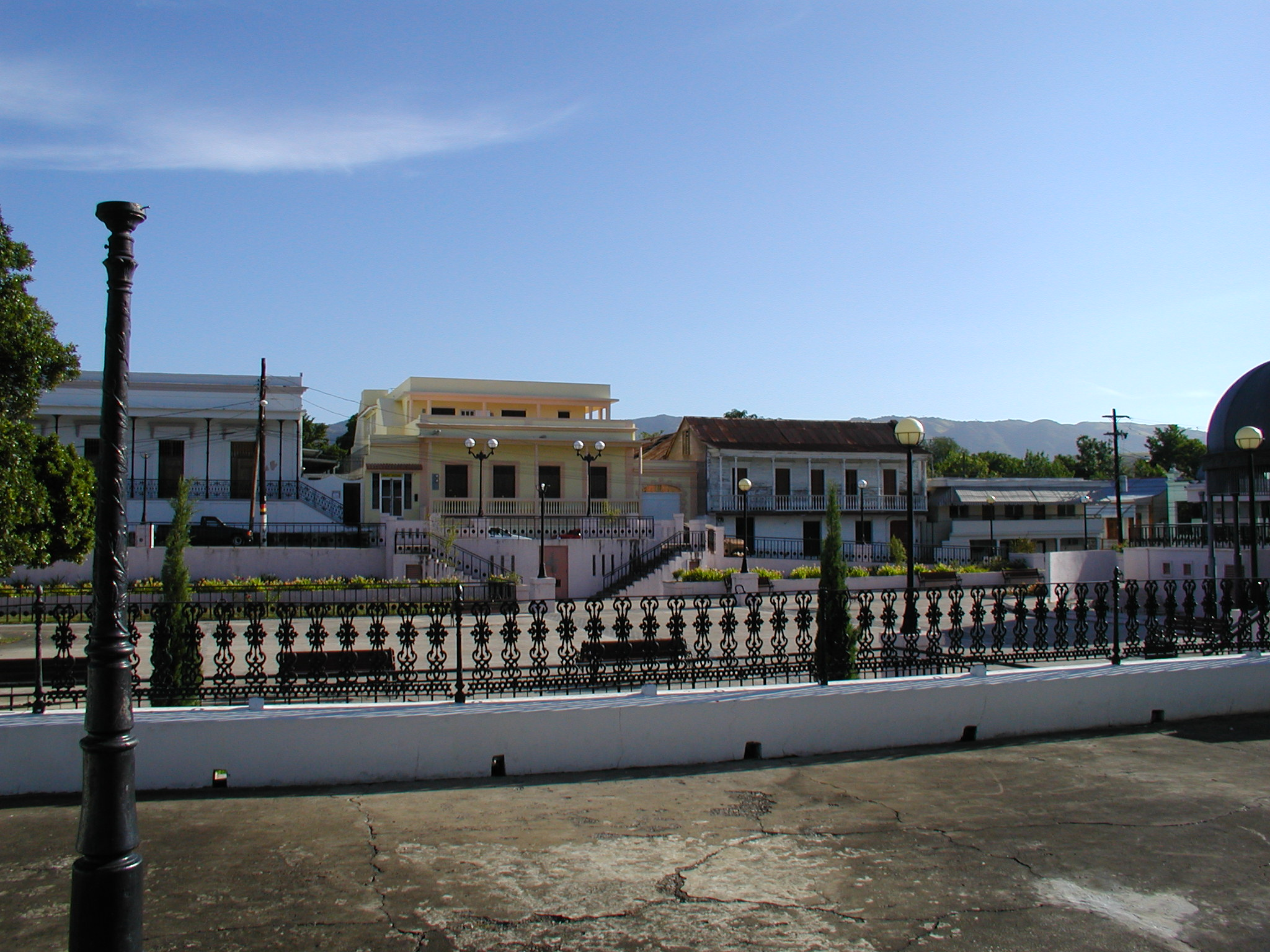

科阿莫（西班牙語：Coamo）是波多黎各的城鎮，位於該島中南部，面積202平方公里，海拔高度148米，主要經濟活動有農業、工業和旅遊業，2010年人口40,512，人口密度每平方公里200人。

## 外部連結
- Coamo and its barrios, United States Census Bureau
- Historic Places in Puerto Rico and the Virgin Islands, a National Park Service Discover Our Shared Heritage Travel Itinerary （页面存档备份，存于）